# Solfatara
Die Solfatara (italienisch Cratere Solfatara) ist ein holozänes Trockenmaar im Stadtgebiet von Pozzuoli. Das Maar liegt in Luftlinie etwa 9 km westlich des Stadtkerns der italienischen Großstadt Neapel und hat einen Durchmesser zwischen 610 und 710 m. Es bedeckt eine Fläche von etwa 3500 Hektar und weist an drei Seiten steile bis zu 80 m hohe Wände auf. Im Süden öffnet sich die Umrandung in Richtung Stadt und auf den Golf von Neapel. Unter dem Maar liegt ein etwa 3 km tiefer Schlot. An der Solfatara liegt das etwas mehr als 4 ha große NATURA 2000 Naturschutzgebiet Stazioni di Cyanidium caldarium di Pozzuoli. Das einzige Schutzgebiet in Europa, in dem das thermophile Cyanidium caldarium vorkommt.

## Vulkanologie

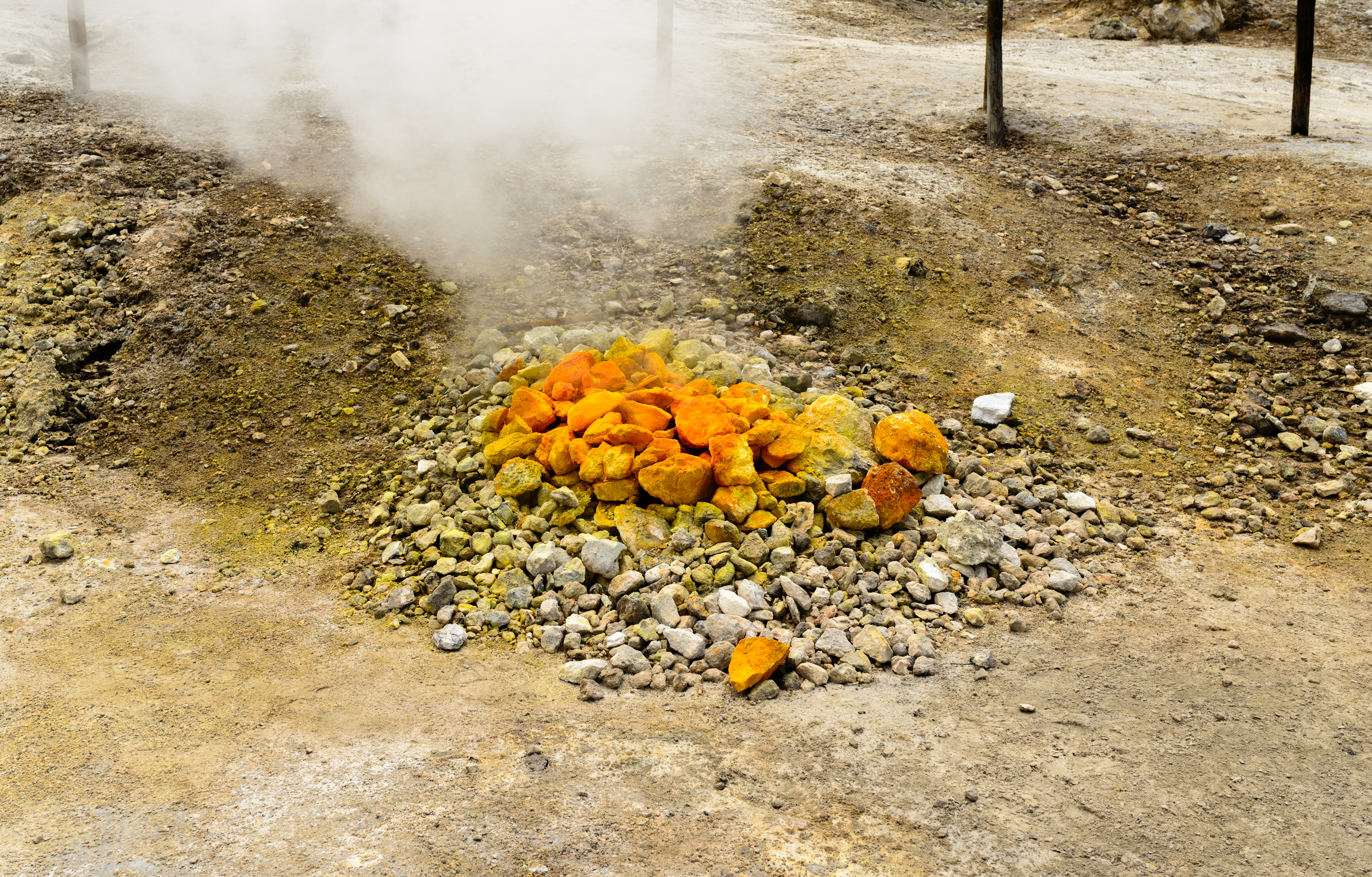
Gasaustritte in der Solfatara

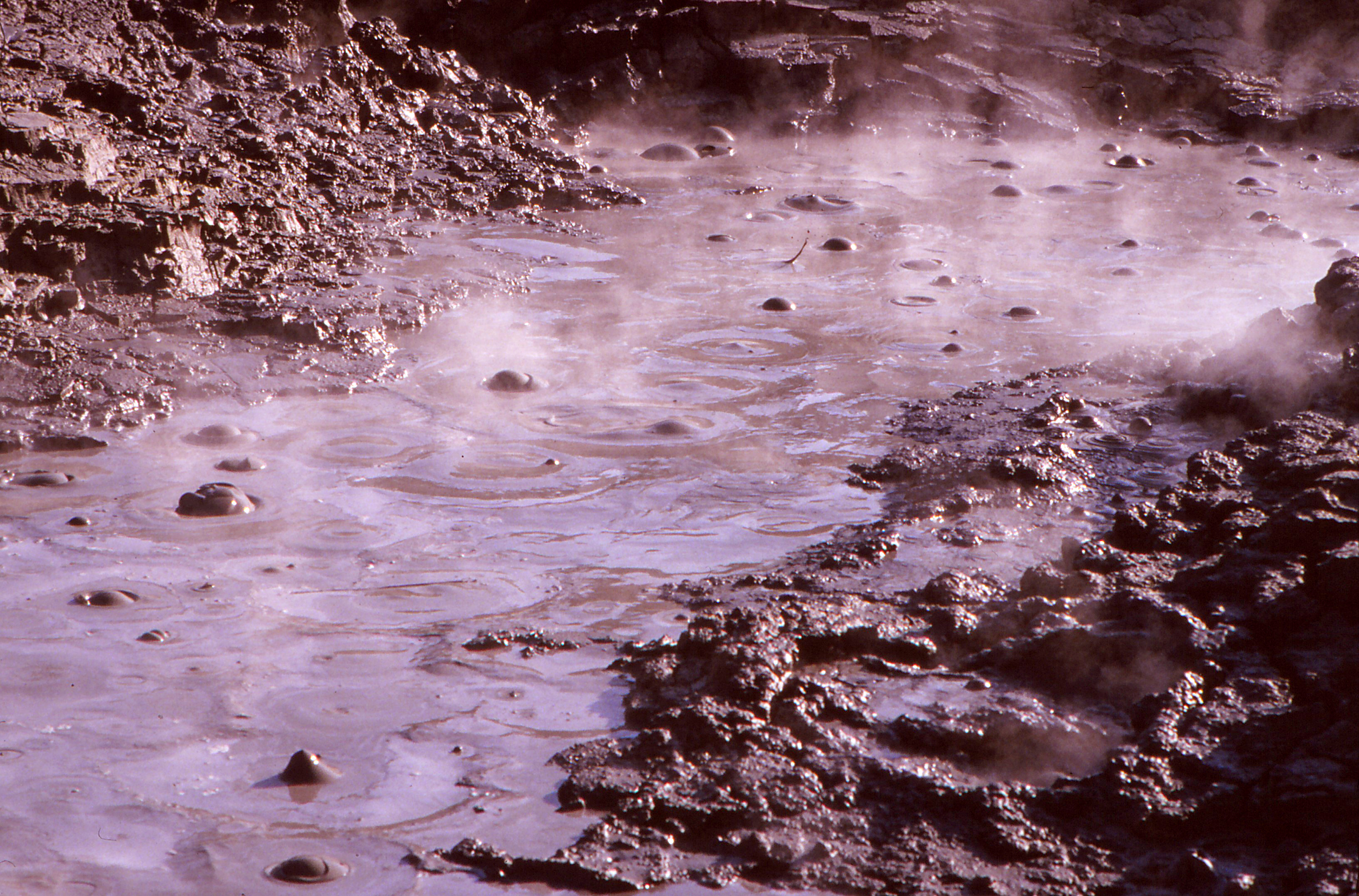
Heiße Schlammgrube im Maar

Solfatara (2016)

Die Solfatara gehört zum aktiven Vulkanfeld der Phlegräischen Felder, die aus zahlreichen Eruptionszentren und Calderen besteht, und entstand während eines Ausbruchs vor etwa 4000 Jahren. Möglicherweise ereignete sich eine weitere phreatische Eruption im 12. Jahrhundert (1198).
Heute ist die Solfatara besonders im Ostteil durch zahlreiche Gasaustritte, die nach ihr benannten Solfataren, gekennzeichnet. Bei Temperaturen <200 °C treten hier neben Wasserdampf (H2O) zahlreiche weitere Gase (u. a. Schwefel-, Antimon- und Quecksilberverbindungen) aus, was man auch deutlich riechen kann. Das Vesuv-Observatorium untersucht in regelmäßigen Abständen die chemische Zusammensetzung der Gase, deren Veränderung auf erneute Aktivität im Untergrund hindeuten könnte. Weiterhin werden mit Hilfe dreier Reflektorpaare in der Solfatara satellitengestützte Nivellement-Messungen vorgenommen, um ein Aufwölben im Zusammenhang mit Magmenaufstieg rechtzeitig zu erkennen.

## Tourismus

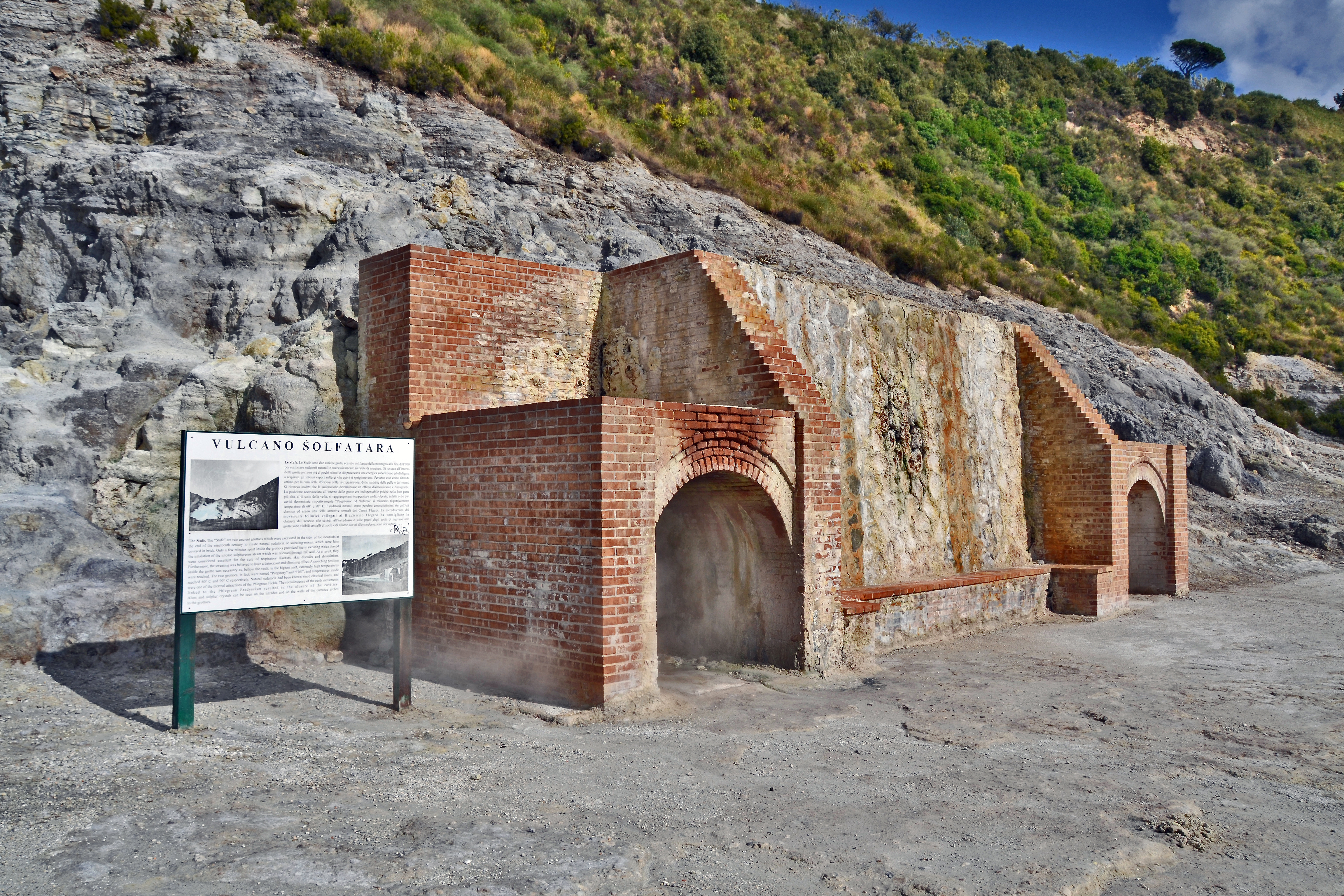
Die altrömische „Sauna“, Oktober 2016

Das Trockenmaar wird touristisch genutzt, u. a. befindet sich ein momentan geschlossener Campingplatz im Westteil der Solfatara, ferner werden auf Erläuterungstafeln vulkanologische und botanische Themen behandelt. Im Maar selbst befindet sich noch eine altertümliche „Sauna“ aus der Römerzeit, die damals wie heute die natürliche Erdwärme und die Dampferzeugung nutzt.

### Unfall 2017
Am 12. September 2017 ereignete sich ein schwerer Unfall, bei dem ein elfjähriger Junge und seine Eltern tödlich verunglückten; nur der jüngere Bruder des Jungen überlebte. Erste Berichte, nach denen sich der Elfjährige verbotenerweise in einen abgesperrten Bereich hineinbegeben haben sollte, stellten sich nach Augenzeugenberichten als falsch heraus. Laut Aussage einer Anwohnerin, die von ihrem Balkon aus die Solfatara überblicken kann, befand sich die gesamte Familie auf dem zugelassenen Besuchspfad, als der elfjährige Lorenzo in eine ungesicherte Bodenspalte rutschte. Beim Versuch, ihr Kind zu retten, kamen beide Eltern ebenfalls ums Leben.
Der Betreiber der Anlage wurde wegen fahrlässiger Tötung angeklagt und 2021 zu einer Haftstrafe von sechs Jahren verurteilt. Die seit dem Unfall geschlossene Anlage wurde von der Staatsanwaltschaft Neapel beschlagnahmt. Im Januar 2023 wurde die Solfatara der Parkverwaltung des Regionalparks Campi Flegrei anvertraut, die sich um die Absicherung des Maars und die Wiedereröffnung für Besucher kümmern soll.